# PM-63 RAK
PM-63 RAK（ポーランド語: Pistolet Maszynowy wzór. 1963 Ręczny Automat Komandosów）は、1960年代にポーランドのラドムが設計・製造した短機関銃である。

## 概要
PM-63は、グリップ内部にマガジンを収めるなど、外見上は他の短機関銃と大きな差はない。PM-63は短機関銃で一般的な本体内部にボルトを収める形式を採用せず、むしろ自動拳銃・マシンピストルで主流の銃身を覆いつつ銃外部に露出するスライドを採用している点が、最大の特徴である。撃発にはスライド解放状態から射撃を開始するオープンボルト方式を採用しているため、自動拳銃と異なりスライドは後退状態で射撃体制が整う。
また、PM-63のスライドは竹槍状に上半分が切り取られた形状をしており、突き出た下半分はスライド閉鎖時にフレームから突き出る格好になる。この突き出た部分は何かに押し付けることによるスライド後退を可能にしているほか、射撃時にはAKMのマズルブレーキと同様に発射ガスを上方へ反射させることによって銃本体を押し下げ、制御性を向上させている。
このほかにも、最大限に引き延ばすと少し垂れ下がった角度で固定可能な伸縮式銃床や下方に展開してフォアグリップとすることが可能な前部ハンドガードも備えている。ただし、連射時にスライドが激しく前後動するので、アイアンサイトを利用するのは難しい。
トリガーメカニズムは、途中まで引くとセミオート、最後まで引ききるとフルオートとなるという、プログレッシブトリガーを採用している。
PM-63の弾薬は、開発当時のポーランドがワルシャワ条約機構の加盟国であったことを反映して9x18mmマカロフ弾を使用する。後には9x19mmパラベラム弾仕様のPM-70や.380ACP弾仕様のPM-73も設計されたが、どちらも発注がなされなかったため、量産化には至らなかった。
現在、ポーランドではPM-63は新型のPM-84/98/06 Glauberytへの更新が進められている。
資料や文献などではWz63と表記されている場合がある。

## 登場作品

### 映画
『デルタ・フォース』
アラブのテロリストがハイジャック時に使用。
『ランボー3/怒りのアフガン』
ソ連軍のザイセン大佐が所持。トラウトマン大佐に対してスティンガーミサイルの在り処について尋問する際に、痛みが増すようにホールドオープン状態で突きつける。発砲シーンは無し（基地内での直接交戦時には、AK-74を使用）。

### 漫画・アニメ
『BLACK LAGOON』
漫画版の連載第1話（読み切りを含めると第2話）とアニメ版第3話にてレヴィが使用。M79 グレネードランチャーとの二丁持ちで、ルアク率いるPBR海賊船団を全滅させる。
『LUPIN the Third -峰不二子という女-』
ルイス・ユ・アルメイダ伯爵の部下の梟頭の武装として登場するが、作画上ではスライドがコックされていない。
『ガンスミスキャッツ』
続編「GunSmith Cats Burst」のコミック第2巻と第4巻で、マフィアのチンピラたちが所持・使用。

### ゲーム
『コール オブ デューティ ブラックオプス』
ソ連兵やベトコンなどが使用。
マルチプレイヤーでも特定レベルになれば使用可能。
『コール オブ デューティ ブラックオプス　コールドウォー』
2021年5月20日のアップデートでAMP63という名称で新武器として登場。
作動方式がオープンボルトではなくクローズドボルトになっている。